# 물 부족

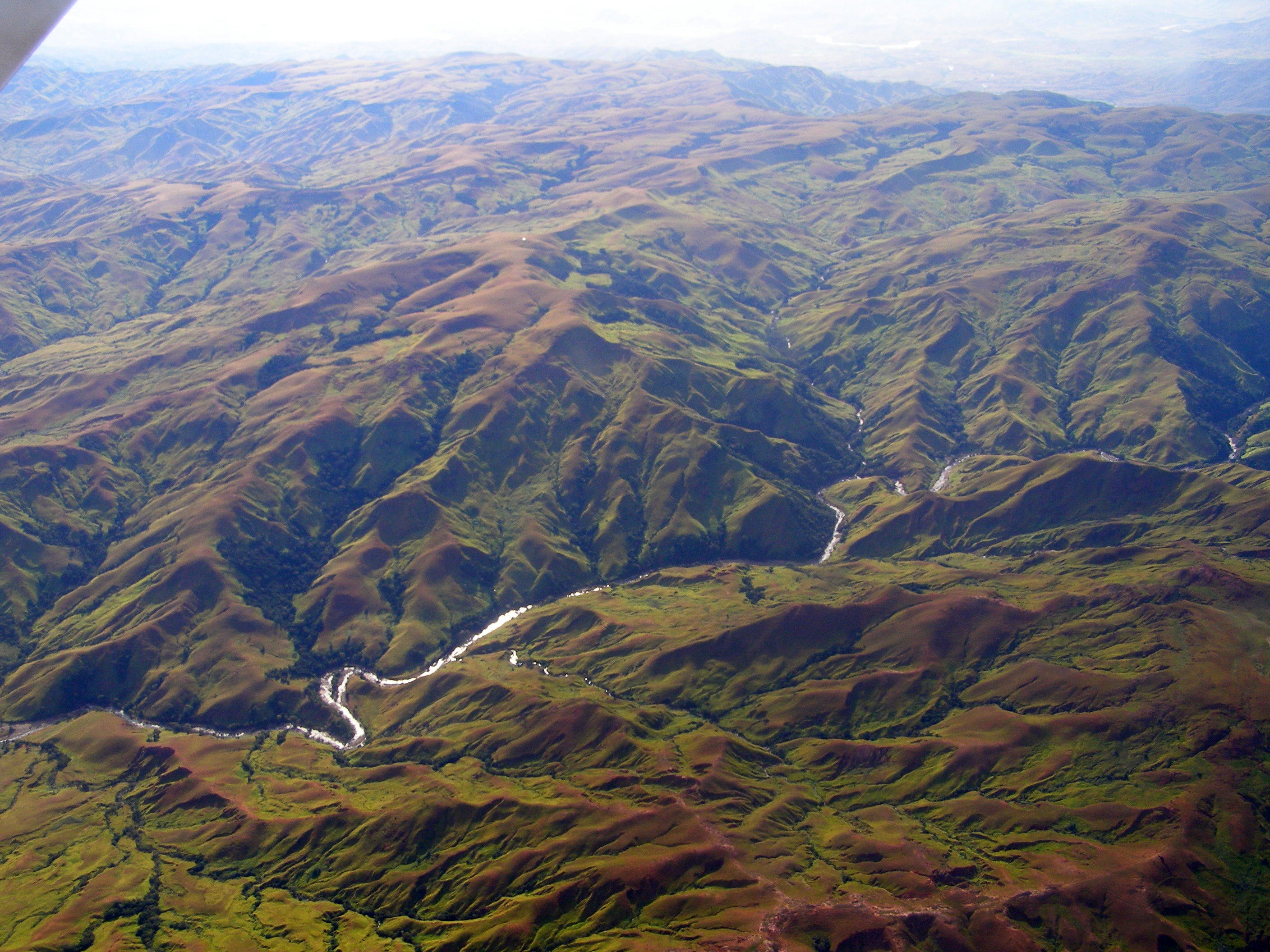
마다가스카르 고원 지대가 벌채되면서 매몰(埋沒) 현상이 일어나 서부 강물의 흐름이 원활하지 못하다.

물 부족(- 不足)은 수분 스트레스(water stress)와 물의 위기를 모두 아우르는 용어이다. 수분 스트레스의 개념은 상대적으로 새로운 것으로, 자원 고갈로 말미암아 이용 가능한 신선한 수원(水源)을 얻기 어려운 것을 뜻한다. 물의 위기는 오염되지 않은 마실 수 있는 물이 어느 지역의 수요에 미치지 못할 때의 상황을 말한다. 모든 대륙에 영향을 미치며 2019년 세계 경제 포럼에 의하면 앞으로 10년 간 잠재적인 영향도 면에서 최대의 세계 위험들 가운데 하나로 나열되었다. 전 세계 인구의 1/3(20억 명)이 한 해에 적어도 1개월 동안 심각한 물 부족 속에서 살아간다.
전 세계 5억 명의 사람들은 1년 내내 심각한 물 부족 현상을 경험한다. 전 세계 최대 도시들 중 절반이 물 부족을 경험한다.

## 물 부족 국가

### 물 기근 국가
가용 수자원의 양이 1,000㎥ 미만인 국가를 물 기근 국가로 정의한다. 총 20개 국. 대체로 중동이나 북아프리카의 사막 국가들이 몰려 있다. 동아프리카 국가들과 몇몇 작은 나라들도 포함된다.
- 르완다
- 말라위
- 몰타
- 바레인
- 바베이도스
- 부룬디
- 사우디아라비아
- 소말리아
- 싱가포르 - 다만 싱가포르는 수자원 활용 능력이 세계 최고 수준이다. 현재 싱가포르는 물로 인한 이렇다 할 문제가 없는 수준이다. 그러나 애초에 바다로 둘러싸인 섬 하나밖에 없는 곳에서 물이 풍부할 리는 없고, 그 수자원은 거의 다 말레이시아에서 구매해 오는 물이라는 점에서 이 리스트에 올라갔을 가능성이 크다. 그나마 선진국이기에 물을 많이 사 올 수라도 있어서 체감상 못 느끼는 것일 뿐.
- 아랍에미리트
- 알제리
- 예멘
- 요르단
- 이스라엘
- 지부티
- 카보베르데
- 카타르
- 케냐
- 쿠웨이트
- 튀니지

### 물 스트레스 국가
재생가능한 수자원의 양이 1,000㎥ 이상에서 1,700㎥ 미만인 국가를 물 스트레스 국가로 정의한다.
- 남아프리카 공화국
- 리비아
- 모로코
- 벨기에
- 아이티
- 오만
- 이집트
- 키프로스

### 물 풍요 국가
재생가능한 수자원의 양이 1인당 1,700㎥ 이상인 국가를 물 풍요 국가로 정의한다.
- 미국, 중국, 영국, 프랑스, 러시아, 독일, 캐나다, 오스트레일리아, 일본등 119개국.

## 같이 보기
- 물 발자국
- 수자원
- 수질 오염